# Pus
El pus o la materia es un exudado, normalmente de color blanco-amarillo, amarillo o amarillo-marrón, que se forma en el lugar de la inflamación durante una infección bacteriana o fúngica. Una acumulación de pus en un espacio tisular cerrado se conoce como absceso, mientras que una acumulación visible de pus dentro o debajo de la epidermis se conoce como pústula, grano o mancha.

## Descripción
El pus está formado por un líquido fino rico en proteínas (históricamente conocido como liquor puris) y leucocitos muertos procedentes de la respuesta inmunitaria del organismo (principalmente neutrófilos). Durante la infección, los linfocitos T ayudantes liberan citoquinas, que hacen que los neutrófilos busquen el lugar de la infección mediante quimiotaxis. Allí, los neutrófilos liberan gránulos que destruyen las bacterias. Las bacterias resisten la respuesta inmunitaria liberando unas toxinas denominadas leucocidinas. A medida que los neutrófilos mueren a causa de las toxinas y la vejez, son destruidos por los macrófagos, formando el pus viscoso. Las bacterias que causan pus se denominan piógenas.
Aunque normalmente el pus tiene un tono amarillo blanquecino, en determinadas circunstancias pueden observarse cambios de color. A veces, el pus es verde debido a la presencia de mieloperoxidasa, una proteína antibacteriana de color verde intenso producida por algunos tipos de glóbulos blancos. En ciertas infecciones por Pseudomonas aeruginosa se observa pus verde y maloliente. El color verdoso es consecuencia del pigmento bacteriano piocianina que produce. Los abscesos amebianos del hígado producen pus parduzco, cuyo aspecto se describe como "pasta de anchoa". El pus de las infecciones anaerobias suele tener un olor fétido.
En casi todos los casos en que se acumula pus en el cuerpo, el clínico intenta crear una abertura para drenarlo. Este principio se ha destilado en el famoso aforismo latino «Ubi pus, ibi evacua» («Donde haya pus, evacúalo»).
Algunos procesos patológicos causados por infecciones piógenas son el impétigo, la osteomielitis, la artritis séptica y la fascitis necrosante.

## Bacterias piógenas
Muchas especies de bacterias pueden estar implicadas en la producción de pus. Las más comunes son:
- Staphylococcus aureus
- Staphylococcus epidermidis
- Streptococcus pyogenes
- Escherichia coli (Bacillus coli communis)
- Streptococcus pneumoniae (neumococo de Fraenkel)
- Klebsiella pneumoniae (bacilo de Friedländer)
- Salmonella typhi (Bacillus typhosus)
- Pseudomonas aeruginosa
- Neisseria gonorrhoeae
- Actinomyces
- Burkholderia mallei (bacilo del muermo)
- Mycobacterium tuberculosis (bacilo de la tuberculosis)

La bacteria Staphylococcus aureus es la causa más frecuente de forúnculos.

## Género gramatical de la palabrapus
En español, la palabra pus es un sustantivo de género masculino. Así lo registra la Real Academia Española (RAE), que define la palabra como "líquido espeso, amarillento o verdoso, compuesto por suero, leucocitos, células muertas, y otros elementos, que se forma en los tejidos inflamados". Por lo tanto, el uso correcto es el pus. No obstante, en algunas regiones de América Latina, es común encontrar el uso coloquial en género femenino (la pus).